# Лычный
Лычный — починок в Кичменгско-Городецком районе Вологодской области.
Лычный починок зафиксирован в Списке населённых мест Вологодской губернии 1859 г. у ручья Малой по левую сторону Ентальской проселочной дороги, в Никольском уезде. Впоследствии Лычный перешёл в подчинение соседней, Вятской губернии.
Входит в состав Енангского сельского поселения (с 1 января 2006 года по 1 апреля 2013 года входил в Верхнеентальское сельское поселение), с точки зрения административно-территориального деления — в Верхнеентальский сельсовет.
Расстояние до районного центра Кичменгского Городка по автодороге — 95,5 км.
По данным переписи в 2002 году постоянного населения не было.
| 1859 | 1926 | 2010 |
| ---- | ---- | ---- |
| 75   | ↗124 | ↘0   |